# Oulujärvi
Oulujärvi (szw. Ule träsk) – jezioro w Finlandii, piąte co do wielkości jezioro tego kraju.  Leży na terenie gmin Vaala, Kajaani i Paltamo.
Z jeziora wypływa rzeka Oulujoki, która uchodzi do Zatoki Botnickiej. Największa wyspa to Manamansalo znajdująca się pośrodku jeziora, stanowi popularny cel wycieczek pieszych.

## Historia
Najstarsze ślady osadnictwa nad Oulujärvi znaleziono w Paltamo, wówczas jednak jezioro było częścią Jeziora Ancylusowego. Inne prehistoryczne znaleziska pochodzą z Vaali, Vuolijoki i Hyrynsalmi. Większość z nich to narzędzia i wyroby ceramiczne z kultury ceramiki dołkowo-grzebykowej. Około 1000 roku n.e. nad jeziorem zaczęli się osiedlać przybyli z południa Lapończycy, później wyparci dalej na północ przez Karelów i Limingów. Ślady z tamtego okresu nadal można odnaleźć w kopcach pogrzebowych na południowych brzegach Oulujärvi, nazwach geograficznych oraz legendach.
Po traktacie w Pähkinäsaari w 1323 roku została po raz pierwszy zdefiniowana wschodnia granica Finlandii. Przebiegała ona kilkanaście kilometrów na południowy zachód od jeziora (co oznacza, że pozostawało ono na ziemiach ruskich). Mimo tego w okolicy zaczęli pojawiać się szwedzcy osadnicy z Sawonii. Ruch ten nasilił się szczególnie po wstąpieniu na tron Gustawa Wazy w 1523 roku. Granica królestwa szwedzkiego zaczęła się w związku z tym „przesuwać” na północ (istniała tylko na mapach, w rzeczywistości nie była oznaczona, ani nawet nie przebiegała wzdłuż naturalnych wyznaczników) i Oulujärvi zostało „wchłonięte” przez Szwecję w połowie XVI wieku. W odpowiedzi Rosjanie wielokrotnie najeżdżali osady osadników, grabiąc i paląc. W samym 1555 zabili przy tym ponad 300 osób.
W 1570 roku wybuchła wojna szwedzko-rosyjska. Okolice jeziora stały się terenem licznych walk, obie strony nie szczędziły ludności zamieszkującej obszar. Dopiero traktat w Tiawzinie w 1595 roku przyniósł pokój. Oulujärvi przypadło Szwedom.
W 1604 roku rozpoczęła się budowa zamku w Kajaani. Pierwszy etap zakończono w 1619, a pozycja Kajaani jako centralnej osady regionu zaczęła się umacniać. W 1659 roku uzyskało prawa miejskie. Rozwijał się handel, w szczególności wypalanie smoły, którą następnie transportowano Oulujoki do portu w Oulu i dalej na rynek międzynarodowy.
Podczas małej epoki lodowcowej okoliczna ludność ponownie została przetrzebiona przez głód i towarzyszącą mu zarazę. Podczas III wojny północnej, zwanej przez Finów Wielkim Gniewem, Oulujärvi znów stało się areną walk. W 1716 roku czterotysięczna armia rosyjska obległa zamek Kajaani, który bronił się przez miesiąc, ale w końcu musiał się poddać ze względu na brak zapasów. Rosjanie wysadzili zamek, a następnie spalili niemal wszystkie osady wokół Oulujärvi i Kainuu.
W następstwie wojny fińskiej 1808–1809, Finlandia stała się częścią imperium rosyjskiego (zob. Wielkie Księstwo Finlandii). Wokół Oulujärvi zaczął rozwijać się przemysł, głównie drzewny. Problem stanowił transport – jedyna droga, wodna, prowadziła Oulujoki do Oulu, transport był dość drogi i mógł się odbywać tylko w jedną stronę. Dopiero budowa linii kolejowej Iisalmi-Kajaani w 1904 dostarczyła dogodnej drogi transportowej z okolic jeziora.
Obecnie Oulujärvi i Oulujoki przestały pełnić rolę transportową, a region stał się obszarem turystycznym ze względu na małą populację i dziką naturę.